# ماساشیگه ناروساوا
ماساشیگه ناروساوا (ژاپنی: 成沢昌茂؛ ۲۹ ژانویه ۱۹۲۵ – ۱۳ فوریهٔ ۲۰۲۱) فیلم‌نامه‌نویس، و کارگردان فیلم اهل ژاپن بود.